# Rezerwat przyrody Jar Reknicy
Rezerwat przyrody Jar Reknicy – leśny rezerwat przyrody na wschodnim skraju Pojezierza Kaszubskiego, w gminie Kolbudy (powiat gdański, województwo pomorskie). Znajduje się na zachód od wsi Kolbudy i przylega od północy do drogi wojewódzkiej nr 221. Został ustanowiony zarządzeniem Ministra Leśnictwa i Przemysłu Drzewnego z dnia 15 grudnia 1980 roku (M.P. 1980 nr 30 poz. 171).
Rezerwat zajmuje 66,11 ha (akt powołujący podawał 67,19 ha). Na terenie rezerwatu, oprócz lasu podlegającego Nadleśnictwu Kolbudy (leśnictwo Ostróżki), znajduje się 2,33 ha rzeki Reknicy w zarządzie Marszałka Województwa Pomorskiego. 
Siedliska przyrodnicze występujące w rezerwacie chronione są dodatkowo poprzez powołany w identycznych granicach obszar Natura 2000 „Dolina Reknicy” (kod obszaru: PLH220008); ponadto teren ten leży w granicach Przywidzkiego Obszaru Chronionego Krajobrazu.
Nadzór nad rezerwatem sprawuje Regionalny Konserwator Przyrody w Gdańsku.

## Ochrona
Rezerwat został założony w celu ochrony naturalnego przełomowego odcinka Reknicy o dużych walorach krajobrazowych i urozmaiconej rzeźbie terenu – rzeka wije się zakolami wśród licznych źródlisk w głębokim wąwozie między Czapielskiem a młynem w Kolbudach. Dodatkowo chroniony jest las mieszany z 100–140 letnimi drzewami (głównie buki, dęby i jawory, często o średnicy pow. 1 m), łącznie z drzewami pomnikowymi. Ponadto na tym terenie rosną unikatowe gatunki roślin zielnych. Na terenie rezerwatu występują stanowiska roślin chronionych oraz roślin rzadkich na niżu.
Na mocy obowiązującego planu ochrony ustanowionego w 2016 roku, ochroną ścisłą objęto 26,05 ha powierzchni rezerwatu, pozostałe 40,06 ha objęto ochroną czynną.
- Gatunki objęte ochroną ścisłą:
  - kruszczyk błotny
  - lilia złotogłów
  - pełnik europejski
  - pióropusznik strusi
  - podkolan biały
  - rosiczka okrągłolistna
  - storzan bezlistny
  - tojad dzióbaty
  - wawrzynek wilczełyko
  - widłak jałowcowaty i goździsty
  - wroniec widlasty
- Gatunki górskie i podgórskie:
  - kozłek bzowy
  - storzan bezlistny
  - świerząbek orzęsiony
  - pióropusznik strusi
- Gatunki rzadkie dla regionu:
  - fiołek wonny
  - żywiec cebulkowy